# Monique de la Bruchollerie
Monique de la Bruchollerie, vollständiger Name Monique Adrienne Marie du Roselle de la Bruchollerie, (* 20. April 1915 in Paris; † 15. Dezember 1972 ebenda) war eine französische Pianistin.

## Leben
De La Bruchollerie entstammte einer Musikerfamilie des französischen Landadels, François-Adrien Boieldieu und André Messager gehören zu ihren Vorfahren. Sie besuchte im Alter von sieben Jahren die Klasse des mit ihren Eltern befreundeten Musikpädagogen Isidore Philipp am Pariser Konservatorium, das sie 1928 mit einem Ersten Preis verließ. Sie erhielt weitere Auszeichnungen als Kind. Ein Konzert, das sie 1941 unter Charles Münch gab, brachte ihren Durchbruch als Pianistin. Zwischen 1936 und 1938 nahm sie erfolgreich an mehreren Klavierwettbewerben teil, unter anderem in Wien (1936) und am  Internationalen Chopin-Wettbewerb in Warschau (1937) und in Brüssel (1938).
Nach dem Zweiten Weltkrieg trat sie international beispielsweise in den USA und in Polen auf und arbeitete mit Dirigenten wie Sergiu Celibidache, Eugen Jochum, George Szell, Fritz Reiner, Ernest Ansermet und Jan Krenz. Ihre Konzertlaufbahn endete ganz plötzlich im Dezember 1966 durch einen Autounfall in Rumänien, bei dem sie einen Schädelbruch, halbseitige Lähmung und eine irreparable Verletzung der rechten Hand erlitt. Fortan widmete sie sich dem Unterrichten. Zu ihren Schülern zählten beispielsweise Cyprien Katsaris, Jean-Marc Savelli und Hans Martin Ritter.

## Werke (Auswahl)
Auf CD
- Women at the piano. An anthology of historic performances.  Vol. 1 Naxos Rights International 2006, OCLC 838024441.
- Monique de la Bruchollerie. inédits 1959–1962. Paris 2006, OCLC 658705888.
- Concerto pour piano no 5, l’Empereur. in: Pianistes françaises. Ausgabe 2. Tahra, 2010, OCLC 766103531.

Briefe
- Lettre de Monique de La Bruchollerie à la Société des concerts, 11 juillet 1950. Paris 1950, OCLC 494539783.
- mit Bernard Gavoty: Lettres de Monique de la Bruchollerie à Bernard Gavoty, 1957–1958. 1957, OCLC 494288317.
- mit Mary Marquet: Lettre autographe signée adressée à Mary Marquet par Monique de La Bruchollerie. OCLC 779651987.